# Christian Dickinger
Christian Dickinger (* 22. November 1970 in Gmunden; † 31. August 2021) war ein österreichischer Politologe, Geschichtsforscher, Sachbuchautor und Kommunalpolitiker.

## Werdegang
Christian Dickinger studierte u. a. Politikwissenschaft an der Universität Wien und schloss 1999 sein Studium mit der Promotion (Institut für Staatswissenschaft) ab. Er war Funktionär der SPÖ und stellvertretender Bürgermeister seiner Heimatstadt Gmunden. 2015 trat Dickinger für die SPÖ als Bürgermeisterkandidat in Gmunden an und war mit 11 % Drittplatzierter hinter dem FPÖ-Kandidaten (12,9 %) und dem ÖVP-Kandidaten (68,5 %).
Dickinger veröffentlichte mehrere Bücher zur Geschichte und Politik Österreichs und war bekannt für seine kritische, dem Anspruch der „Entmythisierung“ verpflichtete Auseinandersetzung mit den Dynastien Habsburg und Wittelsbach. Er beschäftigte sich mit Religionsgeschichte und Mythographie, schrieb Satiren und Gedichte.
Christian Dickinger starb nach kurzer, schwerer Krankheit im Alter von 50 Jahren.

## Schriften
- Der Bundespräsident im politischen System Österreichs. Studienverlag, Innsbruck/Wien 1999, ISBN 978-3-7065-1297-8 (Dissertation).
- Habsburgs schwarze Schafe. Über Wüstlinge, Schwachköpfe, Rebellen und andere Prinzen. Ueberreuter, Wien, 2000, ISBN 978-3-8000-3771-1 (Übersetzung in tschechische Sprache). Lizenzausgabe bei Piper, 2005, ISBN 978-3-492-24346-9.
- Österreichs Präsidenten. Von Karl Renner bis Thomas Klestil. Lizenzausgabe bei Ueberreuter, Wien, 2000, ISBN 978-3-8000-3771-1.
- Die Skandale der Republik. Haider, Proksch & Co. Lizenzausgabe bei  Ueberreuter, Wien, 2001, ISBN 978-3-8000-3820-6.
- Ha-Ha-Habsburg. Eine wirklich wahre Familiengeschichte. Ueberreuter, Wien 2001, ISBN 978-3-8000-3809-1 (Übersetzung in tschechische Sprache).
- Franz Joseph I. Die Entmythisierung. Ueberreuter, Wien 2002, ISBN 978-3-8000-3858-9 (Übersetzung in polnische Sprache).
- Die schwarzen Schafe der Wittelsbacher. Zwischen Thronsaal und Irrenhaus. Ueberreuter, Wien, 2003, ISBN 978-3-8000-3995-1 (Übersetzung in ungarische Sprache).
- Der Kreisky-Androsch-Konflikt. Versuch einer Annäherung. Südwestdeutscher Verlag für Hochschulschriften, Saarbrücken 2010, ISBN 978-3-8381-1152-0.